# Hội chứng sợ lốc xoáy
Hội chứng sợ lốc xoáy, có tên khoa học là Lilapsophobia, là một nỗi sợ hãi bất thường đối với lốc xoáy hoặc bão. Hội chứng sợ lốc xoáy được coi là một loại của hội chứng sợ sấm sét nhưng nghiêm trọng hơn.

## Nguyên nhân
Giống như nhiều ám ảnh khác, hội chứng sợ lốc xoáy được sinh ra từ một trải nghiệm không mong muốn, đặc biệt là gặp phải những cơn lốc xoáy hoặc cơn bão gây ra nhiều thương tích, phá hủy hoặc khiến ai đó phải mất người thân mà họ biết. Những người sống sót sau những cơn bão này nên tìm kiếm lời khuyên từ những nhà tâm lý trị liệu chuyên môn, đặc biệt là để xác định xem họ có bị rối loạn căng thẳng sau những chấn thương về mặt tinh thần lẫn thể xác hay không. Sự ám ảnh này thậm chí có thể được sinh ra khi một người thường xuyên tìm hiểu các tin tức về lốc xoáy hoặc bão thông qua việc sử dụng các phương tiện truyền thông, như truyền hình, internet, radio hoặc báo chí, mặc dù chúng xảy ra ở xa nơi họ ở.
Nếu một người biết rằng một người nào đó trong gia đình bị ám ảnh về những cơn lốc xoáy hoặc bão, thì người đó có nhiều khả năng cũng sẽ mắc phải hội chứng này.

## Triệu chứng
Các triệu chứng về tinh thần và tâm lý của hội chứng sợ lốc xoáy bao gồmː
- Suy nghĩ gây ám ảnh
- Tư duy khó khăn
- Sợ mất kiểm soát hoặc phát điên
- Lo lắng
- Mong muốn chạy trốn hoặc bỏ trốn

Các triệu chứng về thể chất của hội chứng sợ lốc xoáy bao gồm
- Chóng mặt, run rẩy, đánh trống lồng ngực, choáng váng hoặc ngất xỉu
- Khó thở
- Nhịp tim tăng
- Đau ngực hoặc khó chịu
- Cảm giác nghẹt thở
- Đổ mồ hôi
- Buồn nôn
- Cảm giác tê hoặc ngứa ran

Nhiều người mắc phải hội chứng sợ lốc xoáy cũng có thể mắc phải hội chứng sợ sấm sét, hội chứng sợ bị đơn độc.

## Ảnh hưởng
Những người mắc phải hội chứng sợ lốc xoáy thường dành rất nhiều thời gian xem thời tiết hoặc kiểm tra thời tiết trực tuyến để theo dõi các cơn bão sắp tới. Khi một cơn bão xảy ra, người mắc phải hội chứng sẽ theo dõi các cảnh báo thời tiết khắc nghiệt liên tục hoặc tìm cách trú ẩn, như nằm dưới gầm giường hoặc trốn trong phòng không có cửa sổ.

## Ở trẻ em
Giống như hội chứng sợ sấm sét, hội chứng sợ lốc xoáy là một nỗi sợ hãi phổ biến đối với trẻ em, mặc dù ít phổ biến hơn hội chứng sợ sấm sét. Bởi vì trẻ em không học cách phân biệt giữa tưởng tượng và thực tế nên khi nghe các chương trình phát sóng nói về bão lớn trên truyền hình hoặc thảo luận của cha mẹ về cơn bão có thể gây ra lo sợ trong trẻ rằng cơn bão đang đến với tiềm năng có thể chứa lốc xoáy hoặc đó là một cơn bão lớn.
Bởi vì sợ hãi là một phần trong sự phát triển bình thường của trẻ, nỗi ám ảnh này không được chẩn đoán trừ khi tồn tại lâu hơn sáu tháng. Cha mẹ nên giảm bớt nỗi sợ hãi của đứa trẻ bằng cách nói cho chúng biết những cơn bão lớn xảy ra ở nơi chúng đang ở là rất hiếm.

## Chữa trị
Giống như nhiều bệnh ám ảnh khác, hội chứng sợ lốc xoáy thường có thể được điều trị bằng liệu pháp nhận thức hành vi, nhưng nếu nó xuất phát từ rối loạn lo âu sau chấn thương tâm lý, thì những liệu pháp thay thế khác có thể được khuyến khích hơn.

## Trong phim ảnh
Trong bộ phim năm 1996 Twister, Tiến sĩ Jo Harding (Helen Hunt), trước khi trở thành một người săn bão, mắc phải hội chứng sợ lốc xoáy do cái chết của cha cô trong một cơn lốc xoáy khi cô còn là một đứa trẻ.
Cơn lốc xoáy năm 2011 ở Joplin đã nhắc Karin R. Herrmann ở Miami, Oklahoma, người bị hội chứng sợ lốc xoáy, viết về những trải nghiệm của mình.